# Mats Persson (nationalekonom)
Mats Persson, född 1949, är en svensk forskare i nationalekonomi och professor vid Institutet för internationell ekonomi (IIES) vid Stockholms universitet.
Persson avlade ekonomexamen vid Handelshögskolan i Stockholm 1971 och blev då civilekonom. Han avlade doktorsexamen i nationalekonomi vid Handelshögskolan 1979 med en avhandling om inflationsförväntningar, och har därefter huvudsakligen varit verksam vid Stockholms universitet. 
Han är professor sedan 1989 och var biträdande föreståndare för IIES 2004–2008. Han forskar inom områdena makroekonomi och offentliga sektorns ekonomi, bland annat socialförsäkringssystemet. Åren 1989–1991 var han redaktör för tidskriften The Scandinavian Journal of Economics, åren 1997–1998 för Ekonomisk Debatt och åren 2010–2012 för Nordic Economic Policy Review.
Persson blev 1993 ledamot av Ingenjörsvetenskapsakademien och valdes in som ledamot av Kungliga Vetenskapsakademin 14 november 2007. Han är ledamot i Kommittén för Sveriges Riksbanks pris i ekonomisk vetenskap till Alfred Nobels minne.
I debattboken Den europeiska skuldkrisen (2012) kritiserar Persson de överföringar som gjorts i syfte att rädda euron efter den kris som uppstod i början av 2010 i vissa Euroländer. Persson menar att dessa främst gynnat bankerna och uppmuntrat till fortsatt skadligt risktagande.